# オーケ・ハルマン
グスタフ・オーケ・リヌス・ハルマン（Gustaf Åke Linus Hallman、1912年11月12日 - 1973年6月21日）は、スウェーデン・ボロース出身の元同国代表サッカー選手。ポジションはフォワード。
ベルリンオリンピックに出場したスウェーデン代表の一人。1回戦の日本代表戦に出場したが、2-3で敗れたため、大会敗退が決定した。

## タイトル

### クラブ
IFエルフスボリ
- アルスヴェンスカン : 1回 (1935-36)